# Zaitzevia posthonia
Zaitzevia posthonia is een keversoort uit de familie beekkevers (Elmidae). De wetenschappelijke naam van de soort werd in 2001 gepubliceerd door Brown.